# Sphaerospira blomfieldi
Sphaerospira blomfieldi är en snäckart som först beskrevs av Cox 1864.  Sphaerospira blomfieldi ingår i släktet Sphaerospira och familjen Camaenidae. Inga underarter finns listade i Catalogue of Life.